# Strandkastanjesläktet
Strandkastanjesläktet (Pachira) är ett växtsläkte i familjen malvaväxter med cirka 50 arter från tropiska Amerika. Arten strandkastanj (P. aquatica) odlas som krukväxt i Sverige.
Släktet består av både lövfällande och städsegröna träd som blir upp till 27 meter höga och som odlas för dess stora blad, speciella blommor och de förvedade baljor som hela tiden bildas. Dessa träd blommar året om med blommor som har ett stort antal framträdande ståndare. Blommorna varar dock inte särskilt länge. Dessa arter lämpar sig väl som bonsaier. 